# Colletes ascopalis
Colletes ascopalis (лат.) — вид пчел рода Colletes из семейства Colletidae (Colletinae). Эндемик ЮАР (Южная Африка). Этот вид назван C. ascopalis из-за редуцированной скопы.

## Описание
Длина тела около 1 см. Скопа частично редуцирована, спинная сторона темно-коричневая, а брюшная желтовато-белая. Среди видов с редуцированной скопой самка Colletes ascopalis характеризуется сочетанием ног полностью красного цвета, относительно широкой лицевой ямки (ширина около 1,5 × диаметр антенны), апикальные волосковые полосы тергитов 1—2 широкие, медиально почти полностью закрывающие тергальную впадину, а верхняя наклонная часть проподеального треугольника с короткими продольными килями. Вид был впервые описан в 2023 году по материалам из Южной Африки и включён в видовую группу Colletes fasciatus.